# جان هاولیچک
جان هاولیچک (انگلیسی: John Havlicek؛ زادهٔ ۸ آوریل ۱۹۴۰ - درگذشت ۲۵ آوریل ۲۰۱۹) بازیکن بسکتبال اهل ایالات متحده آمریکا بود.